# Тецубін
Тецубін (яп. 鉄 瓶) — різновид японського чавунного чайника. Так як при нагріванні залізо потрапляє у воду, вода з такого чайника може вважатися харчовим джерелом заліза.

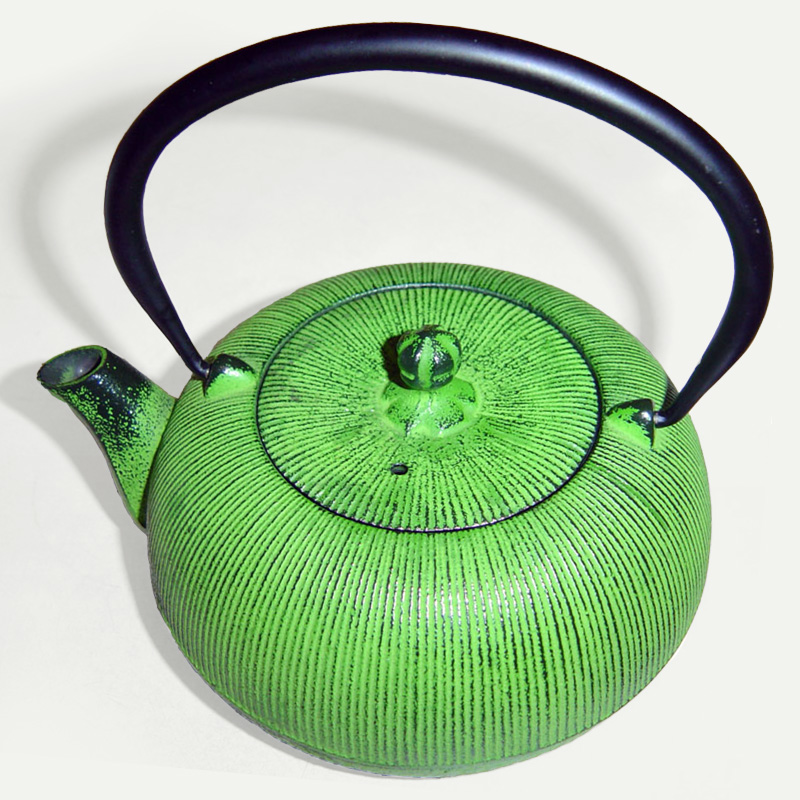
Тецубін

Традиційно тецубін гріють над палаючим вугіллям. У японському мистецтві чайної церемонії існує спеціальна переносна жаровня бінкаке (瓶 挂).
Тецубін часто буває зовні майстерно прикрашений рельєфними узорами. Розміри і форми таких чайників можуть сильно відрізнятися, що робить їх популярним предметом колекціонування. Місткість невеликого тецубіну може становити 0,5 літра, у той час як великий може вміщати в себе до 5 літрів рідини.
Історичне походження тецубіна точно не встановлено. Проте за однією з версій тецубін походить від казанка під назвою тедорігама, який використовувався в чайній церемонії ще в епоху Сен-но Рікю. У XIX столітті широко поширився чай, що заварюється безпосередньо в чашці, через що тецубін став більше символом статусу, ніж просто використовується в господарстві.
Існує також вид відносно невеликих чавунних горщиків, схожих на тецубін, але покритих всередині емаллю. Вони виконували функції чайника-заварника. Їх також називають Кюсу (急 须), однак Кюсу частіше роблять з кераміки. Крім того, Кюсу зазвичай продається в комплекті з чайним ситечком.
Найвідомішими виробниками тецубінів і Кюсу є префектури Івате та Ямаґата.